# Heiko Wildberg
Heiko Wildberg (nascido em 19 de maio de 1952) é um político alemão da Alternativa para a Alemanha (AfD) e desde 2017 membro do Bundestag.

## Vida e política
Wildberg nasceu em 1952 na cidade de Wilhelmshaven, na Alemanha Ocidental. Ele estudou geologia e obteve o seu PhD em 1983. Ele entrou na AfD em 2016 e tornou-se membro do Bundestag em 2017.
Wildberg nega o consenso científico sobre as mudanças climáticas.